# Las Bóvedas
Las Bóvedas (Kolonade) je stavba v starem mestnem jedru Cartagene v Kolumbiji, pritrjena na obzidje. Karibsko morje je vidno z vrha strukture. Zgrajene so bile kot ječe med utrdbama Santa Clara in Santa Catalina.

## Stavba
V celicah v ječi so zdaj trgovine, butiki in druga podjetja vzdolž močnih zidov, ki ščitijo staro mesto Cartagena.
Arkade globoko v stenah so bile zasnovane kot shramba, vendar so bile uporabljene kot zaporniške celice med državljanskimi vojnami v 19. stoletju; ob plimi so bili nesrečni interniranci do kolen v morski vodi.
23 obokov zaščitenih pred obstreljevanjem je bilo zgrajenih med letoma 1789 in 1795 po načrtu španskega inženirja Antonia de Arebala. 47 portikov je bilo dokončanih leta 1798. Oboke je španska krona uporabljala kot skladišče orožja za trdnjavo in garnizon, za isti namen pa so ga uporabljale tudi domoljubne in republiške sile.
Danes je Las Bóvedas priljubljena turistična atrakcija zaradi svojega tradicionalnega kolumbijskega blaga in široke palete spominkov.